# Lamas (przystanek kolejowy)
Lamas (gal. Lamas, hiszp. Larmas) – przystanek kolei wąskotorowej FEVE w San Saturnino, w Galicji, w Hiszpanii.
| Lamas                          |  |                          |
| Linia Ferrol – Gijón (21,0 km) |  |                          |
| San Saturninoodległość: 4,0 km |  | Apalla odległość: 3,6 km |